# Iiksensaari
Iiksensaari är en ö i Finland. Den ligger i Pielis älv och i kommunen Joensuu i den ekonomiska regionen  Joensuu ekonomiska region  och landskapet Norra Karelen, i den sydöstra delen av landet, 400 km nordost om huvudstaden Helsingfors. Öns area är 6,8 hektar och dess största längd är 370 meter i öst-västlig riktning.